# Gramática de ordem superior
A gramática de ordem superior é uma teoria gramátical baseada na lógica de ordem superior. A gramática de ordem superior não nos força a escolher entre os tipos de gramática associados à teoria da demonstração ou à teoria dos modelos.

## Características básicas
- Na gramática de ordem superior, uma gramática é uma teoria axiomática escrita em um determinado tipo de lógica de ordem superior.
- Os tipos da lógica de ordem superior fornecem uma lógica para os aspectos da análise gramatical relacionados à teoria da demonstração. Um tipo denota um conjunto de entidades lingüísticas  (fonológicas, sintáticas ou semânticas); por exemplo, o tipo NP denota   NPs.
- Os termos da lógica de ordem superior fornecem uma lógica para os aspectos de modelo teórico da análise gramatical. Um termo denota uma entidade lingüística (sintático ou semântico), e pode ser analisado como uma derivação da entidade que denota.
- Duas lógicas são ligadas uma na outra pelo isomorfismo de Curry-Howard.
- As entidades sintáticas, tais como verbos, são na integra as funções, e o que (geralmente metaforizamos) são chamadas de “argumentos gramaticais” (isto é o sujeito e os complementos) são de fato os argumentos da função.